# BadBadNotGood
I BadBadNotGood sono un gruppo musicale e di produttori discografici canadese originario di Toronto (Ontario) e fondato nel 2010.

## Storia del gruppo
Il gruppo si è formato a Toronto per iniziativa del tastierista Matthew Adam "Matty" Tavares (nato nel 1990), del batterista Alexander William Sowinski (1991) e del bassista Chester Anton Mathias Hansen (1992).
Nel 2011 pubblicano su Bandcamp un EP dal titolo BBNG, che include cover di vari artisti hip hop, in particolare del collettivo Odd Future. Nel settembre 2011 pubblicano il primo vero album in studio, intitolato anch'esso BBNG e rilasciato in download gratuito.  Il disco include sia cover che composizioni originali. Dopo l'incontro con il produttore Frank Dukes, vengono pubblicati due album dal vivo, ovvero BBNGLIVE 1 (novembre 2011) e BBNGLIVE 2 (febbraio 2012).
Nell'aprile 2012 la band pubblica il secondo disco, ovvero BBNG2, anche questo in download gratuito e anche questo composto sia da brani originali che da cover. Tra queste ultime vi sono brani di Earl Sweatshirt, Feist, Tyler, the Creator & Gucci Mane, James Blake, Kanye West e My Bloody Valentine.
Sempre nel 2012 il gruppo partecipa alla produzione della colonna sonora del film L'uomo con i pugni di ferro (The Man with the Iron Fists) diretto da RZA. Nel 2013 vengono prodotte canzoni di JJ Doom, Earl Sweatshirt, Danny Brown e altri.
Il successivo album, III, viene diffuso nel maggio 2014 da Innovative Leisure e Pirates Blend ed è il primo costituito interamente da materiale originale. Il primo singolo, Hedron, era stato pubblicato nel giugno 2013 ed incluso nella raccolta Late Night Tales: Bonobo.
Nel febbraio 2015 il gruppo pubblica il disco Sour Soul; si tratta di un album collaborativo realizzato insieme al rapper statunitense Ghostface Killah.
Nel gennaio 2016, Leland Whitty, sassofonista e frequente collaboratore del gruppo, entra ufficialmente in formazione. L'album IV, quarto album in studio (quinto se si considera anche quello collaborativo), esce nel luglio seguente e contiene diverse collaborazioni. Tra queste si segnalano Colin Stetson (sassofono), Kaytranada (CS-60, percussioni), Tom Moffat (tromba e trombone), Sam Herring (voce), Mick Jenkins (voce) e Charlotte Day Wilson (voce). Sempre nel 2016 il gruppo produce due brani di Daniel Caesar e, per Jerry Paper & Easy Feelings Unlimited, l'album Toon Time Raw!.
Nel 2017 producono Lust di Kendrick Lamar, Telling the Truth di Mary J. Blige e Lavender [Nightfall Remix] di Snoop Dogg (con Kaytranada). Nel 2018, la band produce il brano After the Storm di Kali Uchis e anche brani per Charlotte Day Wilson (Stone Woman EP) e Little Dragon (Tried).
Il gruppo intraprende una costante attività live fino all'estate del 2019, soprattutto in Europa, Nord America e Australia. Nell'ottobre 2019, Matthew Tavares decide di lasciare il gruppo, anche se continuerà a collaborare come autore.
Talk Memory, nuovo album del gruppo, viene pubblicato nell'ottobre 2021. Il disco vede la collaborazione, tra gli altri, di Laraaji, Karriem Riggins, Brandee Younger, Terrace Martin e Arthur Verocai.

## Formazione

### Attuale
- Alexander Sowinski – batteria, vibrafono, sampler (2010–presente)
- Chester Hansen – basso, contrabbasso, tastiera (2010–presente)
- Leland Whitty – sassofono, percussioni, chitarra, violino, viola (2016–presente; collaboratore/touring 2011–2016)

### Turnisti
- James Hill – tastiera (2016–presente)

### Ex membri
- Matthew Tavares – tastiera, chitarra (2010–2019)

## Discografia

### Album in studio
- 2011 – BBNG
- 2012 – BBNG2
- 2013 – III
- 2015 – Sour Soul (con Ghostface Killah)
- 2016 – IV
- 2021 – Talk Memory
- 2024 – Mid Spiral

### Album dal vivo
- 2011 – BBNGLive 1
- 2012 – BBNGLive 2

### Raccolte
- 2017 – LateNightTales: BadBadNotGood

### Album di remix
- 2013 – Lex Mix: BadBadNotGood Doom Mix
- 2016 – Toon Time Raw! (Jerry Paper and Easy Feelings Unlimited)

### EP
- 2011 – BadBadNotGood
- 2017 – Spotify Live EP
- 2023 – New Heart Designs (con i Turnstile)

## Premi
- Grammy Awards
  - 2018: "Best Rap Album" (DAMN.; come produttori)
  - 2021: "Best Progressive R&B Album" (It Is What It Is; come produttori)
- UK Music Video Awards
  - 2018: "Best Alternative Video – Newcomer" (I Don't Know feat. Samuel T. Herring)
- Libera Awards
  - 2019: "Best Live Act"
- SOCAN Awards
  - 2018: "R&B Music" (Get You; come autori)
- ASCAP Rhythm & Soul Awards
  - 2019: "R&B/Hip-Hop Songs" (Get You; come autori)